# Jezainville
Jézainville est une commune française située dans le département de Meurthe-et-Moselle en région Grand Est. Les habitants s'appellent les Jézainvillois et Jézainvilloises.

## Géographie

### Localisation
Jézainville est située au nord-est de la France entre Pont-à-Mousson et Nancy près de Blénod-lès-Pont-à-Mousson et Dieulouard, dans la vallée de l'Esch. Lorsque l'on quitte la vallée de la Moselle pour s'engager dans cette dernière, Jézainville est le premier village de la petite Suisse lorraine, dont les collines et les vallons se succèdent le long du ruisseau jusqu'à Martincourt. Il est implanté entre la côte de Cuite, qui le sépare de Dieulouard au sud-est, et la côte de Puvenelle à l'ouest, couverte d'un vaste massif forestier.

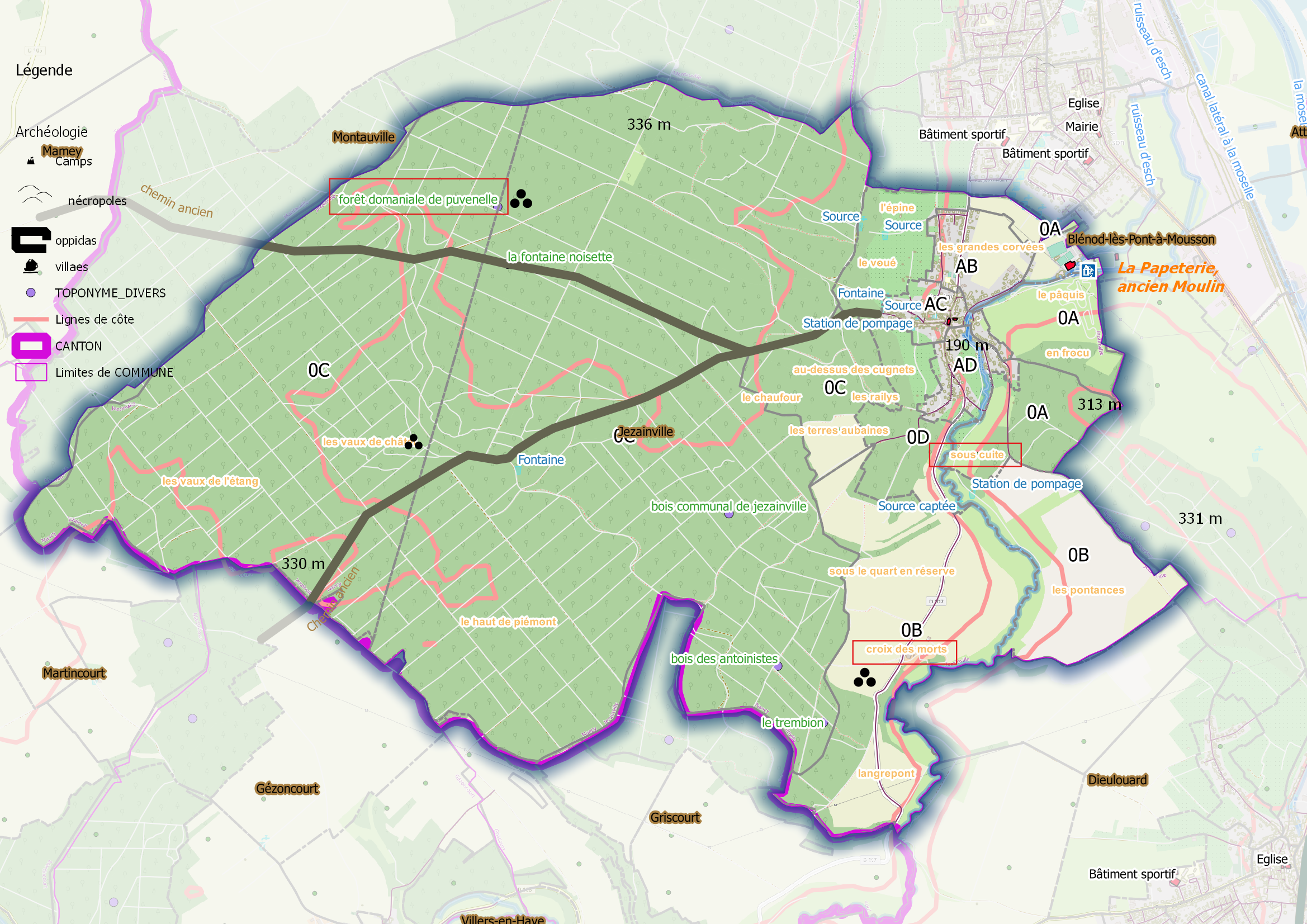
Fig. 1 - Jezainville (ban communal).

D’après les données Corine land Cover, le ban communal de 1838 hectares comportait en 2011, 15 % de zones agricoles, 79 % de forêts, 4 % de prairies et 2 % de zones urbanisées. Le territoire communal est arrosé par le Ruisseau d'Esche sur 4,737 km.

### Hydrographie

#### Réseau hydrographique
La commune est dans le bassin versant du Rhin au sein du bassin Rhin-Meuse. Elle est drainée par le ruisseau d'Esche,.
L'Esch, d'une longueur de 46 km, prend sa source dans la commune de Geville et se jette  dans la Moselle à Blénod-lès-Pont-à-Mousson, après avoir traversé 19 communes. Les caractéristiques hydrologiques de l'Esch sont données par la station hydrologique située sur la commune. Le débit moyen mensuel est de 1,38 m3/s. Le débit moyen journalier maximum est de 34,9 m3/s, atteint lors de la crue du 26 mai 1983. Le débit instantané maximal est quant à lui de 37,3 m3/s, atteint le même jour.

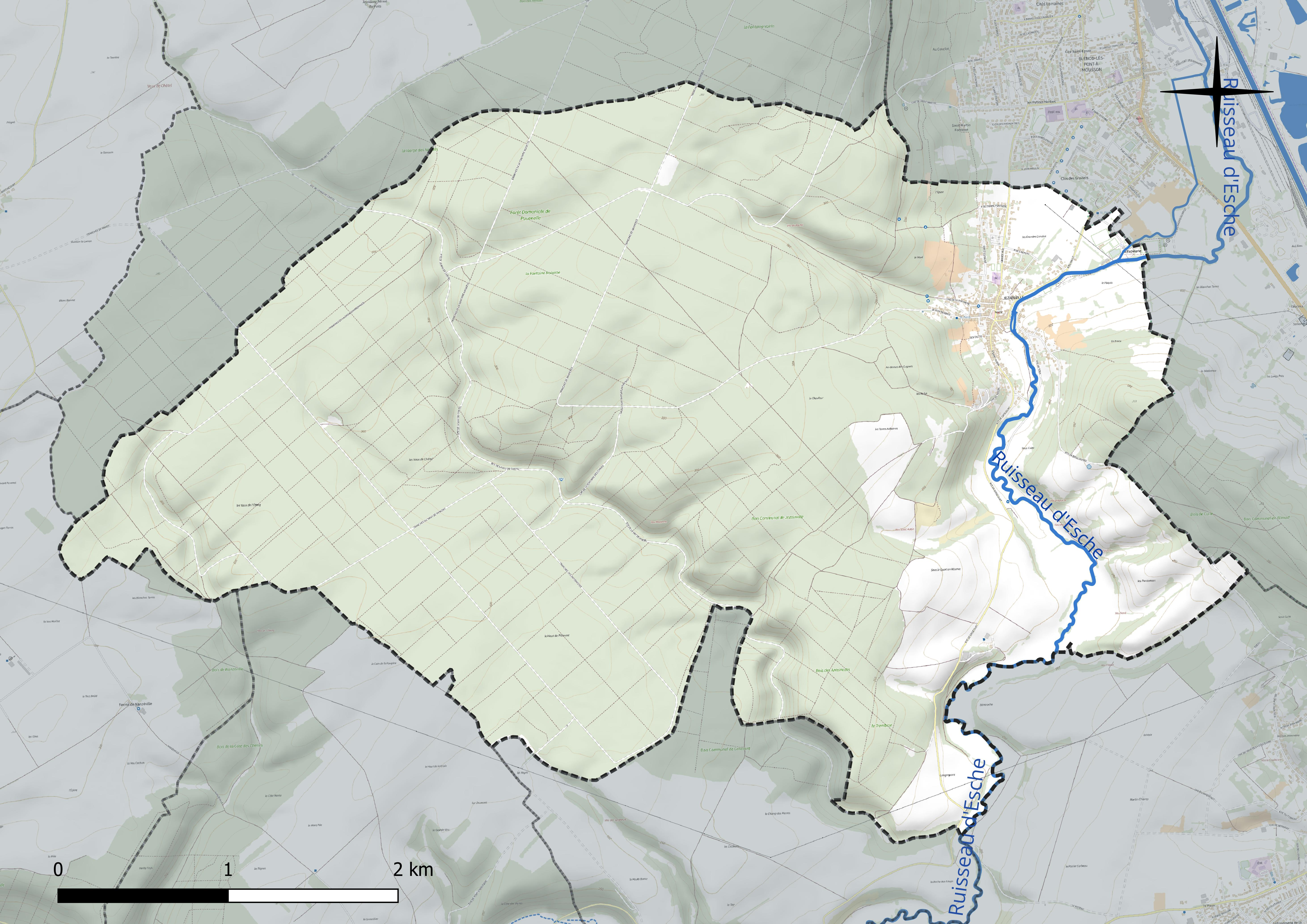
Réseau hydrographique de Jezainville.

#### Gestion et qualité des eaux
Le territoire communal est couvert par le schéma d'aménagement et de gestion des eaux (SAGE) « Rupt de Mad, Esch, Trey ». Ce document de planification concerne les bassins versants du Rupt de Mad, de l’Esch et du Trey. Le périmètre a été arrêté le 2 juin 2014, la commission locale de l'eau (CLE) a été créée le 20 juin 2017, puis modifiée le 26 mars 20210. La structure porteuse de l'élaboration et de la mise en œuvre est le Parc naturel régional de Lorraine. 
La qualité des cours d’eau peut être consultée sur un site dédié géré par les agences de l’eau et l’Agence française pour la biodiversité. 

### Climat
Pour des articles plus généraux, voir Climat du Grand Est et Climat de Meurthe-et-Moselle.
En 2010, le climat de la commune est de type climat des marges montargnardes, selon une étude du Centre national de la recherche scientifique s'appuyant sur une série de données couvrant la période 1971-2000. En 2020, Météo-France publie une typologie des climats de la France métropolitaine dans laquelle la commune est exposée à un climat semi-continental et est dans la région climatique  Lorraine, plateau de Langres, Morvan, caractérisée par un hiver rude (1,5 °C), des vents modérés et des brouillards fréquents en automne et hiver. 
Pour la période 1971-2000, la température annuelle moyenne est de 9,8 °C, avec une amplitude thermique annuelle de 16,7 °C. Le cumul annuel moyen de précipitations est de 832 mm, avec 12,6 jours de précipitations en janvier et 8,9 jours en juillet. Pour la période 1991-2020, la température moyenne annuelle observée sur la station météorologique de Météo-France la plus proche, « Nonsard », sur la commune de Nonsard-Lamarche à 21 km à vol d'oiseau, est de 10,7 °C et le cumul annuel moyen de précipitations est de 690,8 mm. 
La température maximale relevée sur cette station est de 40,1 °C, atteinte le 25 juillet 2019 ; la température minimale est de −17 °C, atteinte le 1er mars 2005,,. 
Les paramètres climatiques de la commune ont été estimés pour le milieu du siècle (2041-2070) selon différents scénarios d'émission de gaz à effet de serre à partir des nouvelles projections climatiques de référence DRIAS-2020. Ils sont consultables sur un site dédié publié par Météo-France en novembre 2022.

## Urbanisme

### Typologie
Au 1er janvier 2024, Jezainville est catégorisée ceinture urbaine, selon la nouvelle grille communale de densité à sept niveaux définie par l'Insee en 2022.
Elle appartient à l'unité urbaine de Pont-à-Mousson, une agglomération intra-départementale regroupant six  communes, dont elle est une commune de la banlieue,,. Par ailleurs la commune fait partie de l'aire d'attraction de Nancy, dont elle est une commune de la couronne,. Cette aire, qui regroupe 353 communes, est catégorisée dans les aires de 200 000 à moins de 700 000 habitants,.

### Occupation des sols
L'occupation des sols de la commune, telle qu'elle ressort de la base de données européenne d’occupation biophysique des sols Corine Land Cover (CLC), est marquée par l'importance des forêts et milieux semi-naturels (78,9 % en 2018), une proportion identique à celle de 1990 (78,9 %). La répartition détaillée en 2018 est la suivante :  forêts (65,6 %), milieux à végétation arbustive et/ou herbacée (13,3 %), terres arables (8,3 %), prairies (4 %), zones agricoles hétérogènes (3,8 %), cultures permanentes (2,6 %), zones urbanisées (2,4 %). L'évolution de l’occupation des sols de la commune et de ses infrastructures peut être observée sur les différentes représentations cartographiques du territoire : la carte de Cassini (XVIIIe siècle), la carte d'état-major (1820-1866) et les cartes ou photos aériennes de l'IGN pour la période actuelle (1950 à aujourd'hui).

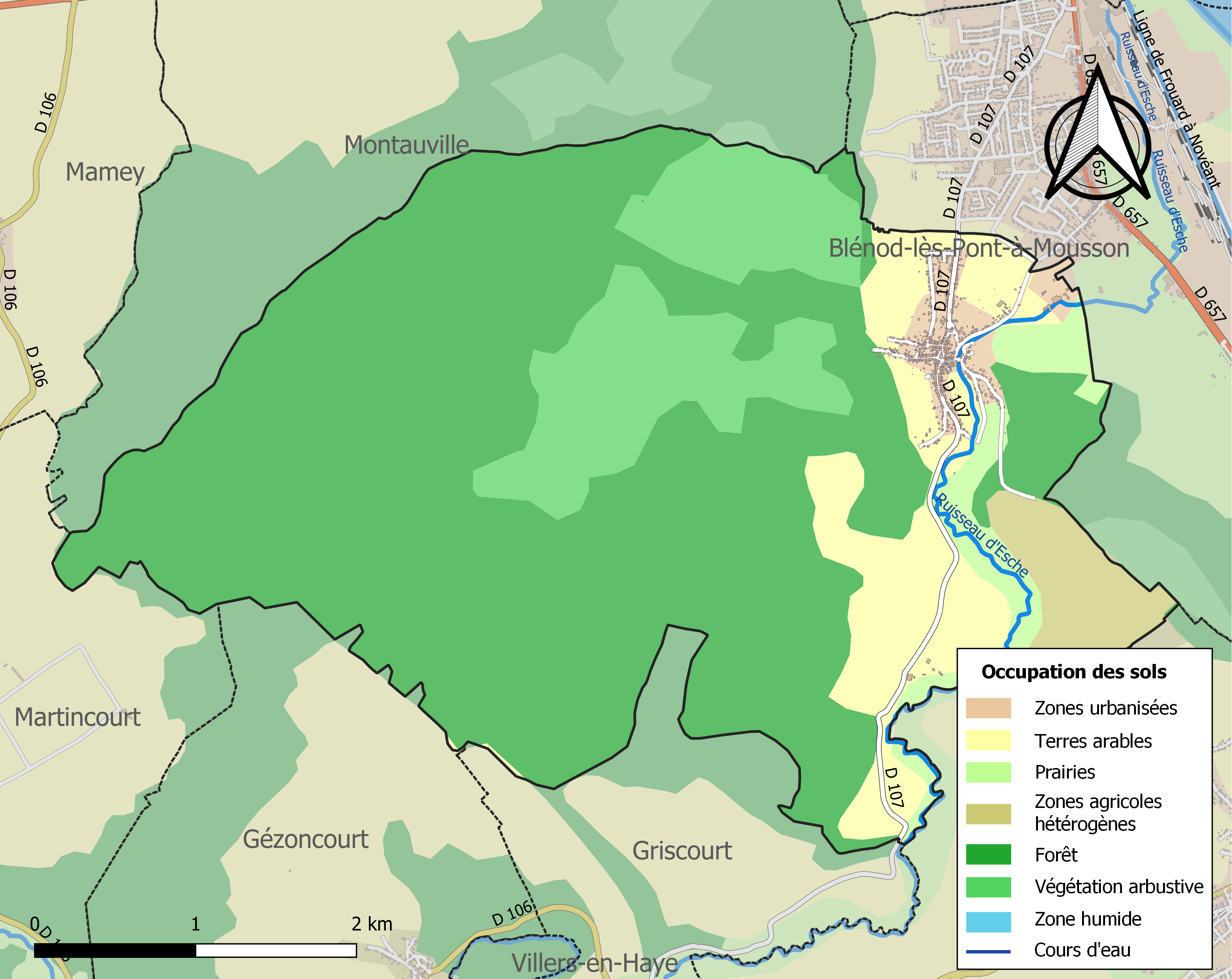
Carte des infrastructures et de l'occupation des sols de la commune en 2018 (CLC).

## Toponymie
Au cours de son histoire, le village a vu sa dénomination fluctuer : Gedanis villa. 915. Recueil des actes de Charles III le Simple, roi de France. Gissainville. 1270. Trésor des chartes, 1. Pont fiefs III, no 3. Inservila juxta Pontem à Monsson. 1276. Antonistes de Pont-à-Mousson. L'hôpital de Gezainville. 1289. Ib. Gisienville. 1304. Trésor des chartes, 1. Pont dom. II, no 13. Gizainville. 1359. Abb. de Saint Epvre. Iußeinville. 1641. Lotharingiae nova descriptio. Abraham Ortelius. Jeuzainville. 1710. Pouillé Dioc. Toul. Juzainville. 1724. Abb. de Saint-Epvre. Gezainville. Jaizainville. 1749. Pouillé Barrois. Plusieurs orthographes peuvent être identifiées simultanément à une même époque.
Le nom de Jézainville est formé sur le prénom d'origine dialectale germanique Gisa(n) et le substantif villa : le domaine de Gisa.

### Écarts et lieux-dits
Les historiens, recensent trois écarts dont seul LA PAPETERIE, écart, au nord de Jezainville subsiste.
COUR-EN-HEYS (LA), fief et justice foncière au village de Jezainville, indiqué par Maillet dans ses Mémoires sur le Barrois.
MAISON-HAUTE, petit hameau, à  100 m de Jezainville.

## Histoire

### Antiquité

#### Époque gallo-romaine
La localité se situe à la limite du pays des Leuques, dont la principale cité est Toul (Tullum), et des Médiomatrices, ayant Metz (Divodurum Mediomatricorum) comme capitale. Elle se situe plus précisément dans le Scarponensis Pagus, le pays de Scarponne.

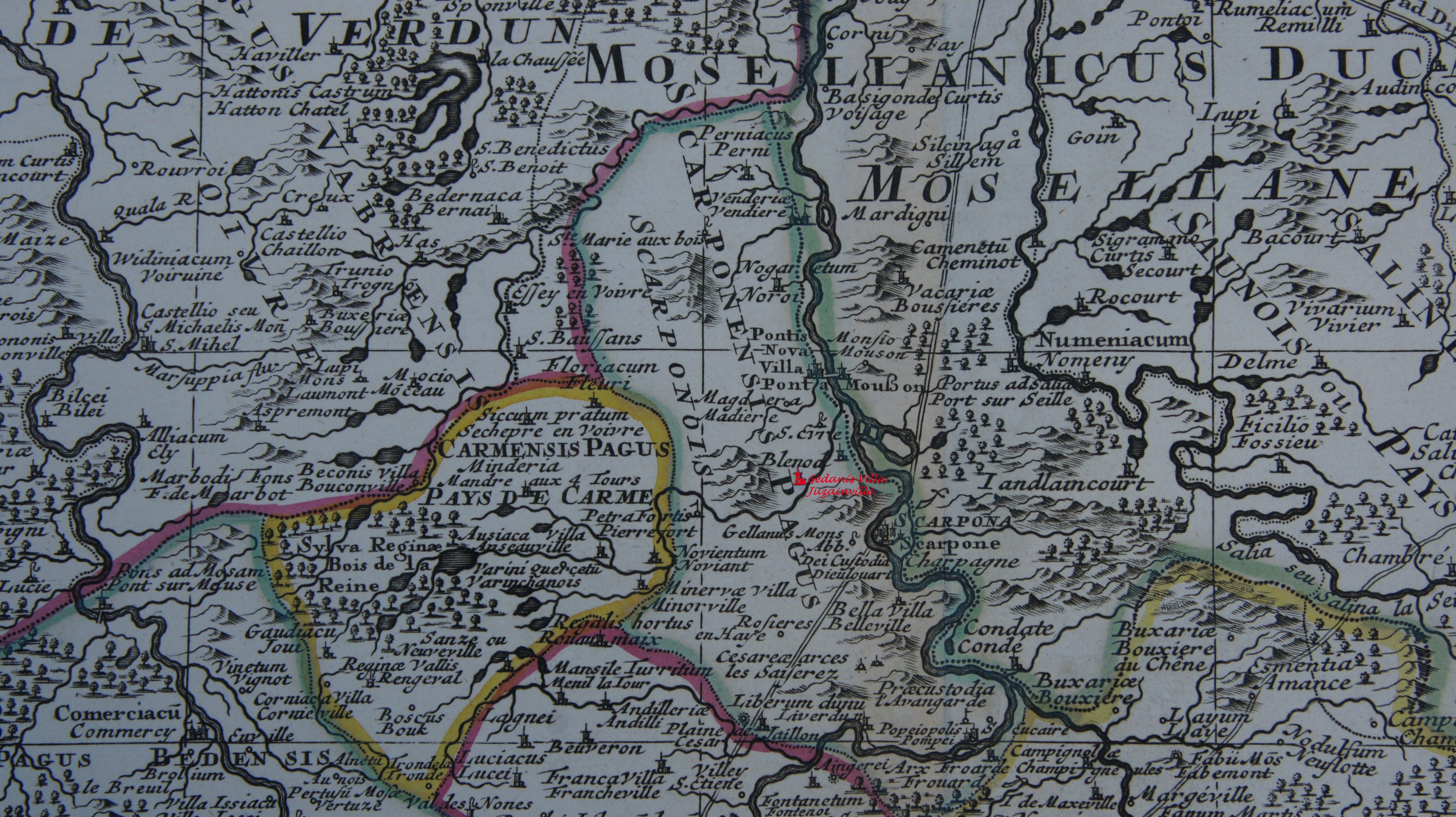
Le village de Jezainville situé dans le pays de Scarponne à l'époque gallo-romaine.

Elle est protégée des incursions venues de la vallée de la Moselle (Mosella) par les fortifications de la colline formant un éperon et au-delà de laquelle prospère la cité de Scarponne (Scarponna), enserrée dans ses murs. Cette colline porte trois noms distincts, parce qu'elle est distribuée en trois zones de fortifications. Celles-ci sont édifiées exactement sur la crête qui contourne l'éperon, de sorte que la contre-escarpe se raccorde avec la pente abrupte de la colline. Les noms actuels des lieux-dits ont guidé l'historien dans la reconstitution des lieux. Du côté de Scarponne, la colline se nomme la côte de Trême (Tri-mas : troisième maçonnement). Le camp, du midi au nord, y développe ostensiblement ses lignes de fortification jusqu'à la côte de Cuite (Cocta). Alors le camp romain s'élève puis il s'étend vers le couchant jusqu'à la pointe de l'éperon qu'il contourne. De nouveau au midi, du côté de Toul (Tullum), le camp est d'un accès facile, mais il reste inabordable sur les trois autres fronts. Enfin, depuis les confins de Scarponne et plus au sud, c'est la terrasse de Billon (c'est-à-dire, du bois des mines). Elle domine à la gauche de la grande route romaine.
À l'opposé de la côte de Cuite, la côte de Puvenelle se couvre de bois de chênes et de hêtres, dans laquelle est installée, au milieu d'une grande clairière, une forge, vraisemblablement temporaire, établie sur un gisement de fer affleurant le sol. Cet endroit est très favorable pour le genre de forges que les Romains emploient. Initialement, le terrain faisait un long repli en forme de gradin entre deux grandes plates-formes. En haut du gradin jaillissait une source abondante (Jonc Fontaine). Il a suffi de creuser ce repli en amphithéâtre comme la moitié d'un cône renversé, et l'on a obtenu une chute d'eau utilisée pour la ventilation de la forge catalane, dont le procédé est couramment employé dans l'empire. Les fouilles réalisées en 1870 dans les monceaux de scorie laissés sur place permettent de penser qu'étaient fabriqués là des outils et objets servant à l'agriculture (fragments de chaînes, fers de mulet). La découverte d'un denier en argent de Constantin Ier fixe l'époque de l'activité de cet établissement au IVe siècle.

#### Époque mérovingienne
Les habitants du village ensevelissent leurs morts dans un lieu situé au bord du chemin qui remonte la vallée et surplombe les méandres du ruisseau (route de Griscourt ; lieu-dit la Croix des Morts). Les défunts sont déposés en terre, avec leurs bijoux ou une pièce de monnaie (follis du Bas-Empire), séparés les uns des autres par des petits murets de pierre sèche. Les tombeaux sont recouverts de grandes dalles de pierre brute maçonnées.

### Moyen Âge
Jézainville appartient à la seigneurie de Pont-à-Mousson et au diocèse de Toul.
Le village est le siège d'une commanderie de Templiers,, dont les biens sont ensuite repris par les antonistes de Pont-à-Mousson. La commanderie contient une chapelle dédiée à sainte Élisabeth. Il y a une partie de la rivière de Rudesse (ruisseau d'Esch) compris dans son enclos. Des jardins potagers et fruitiers entourent la maison.

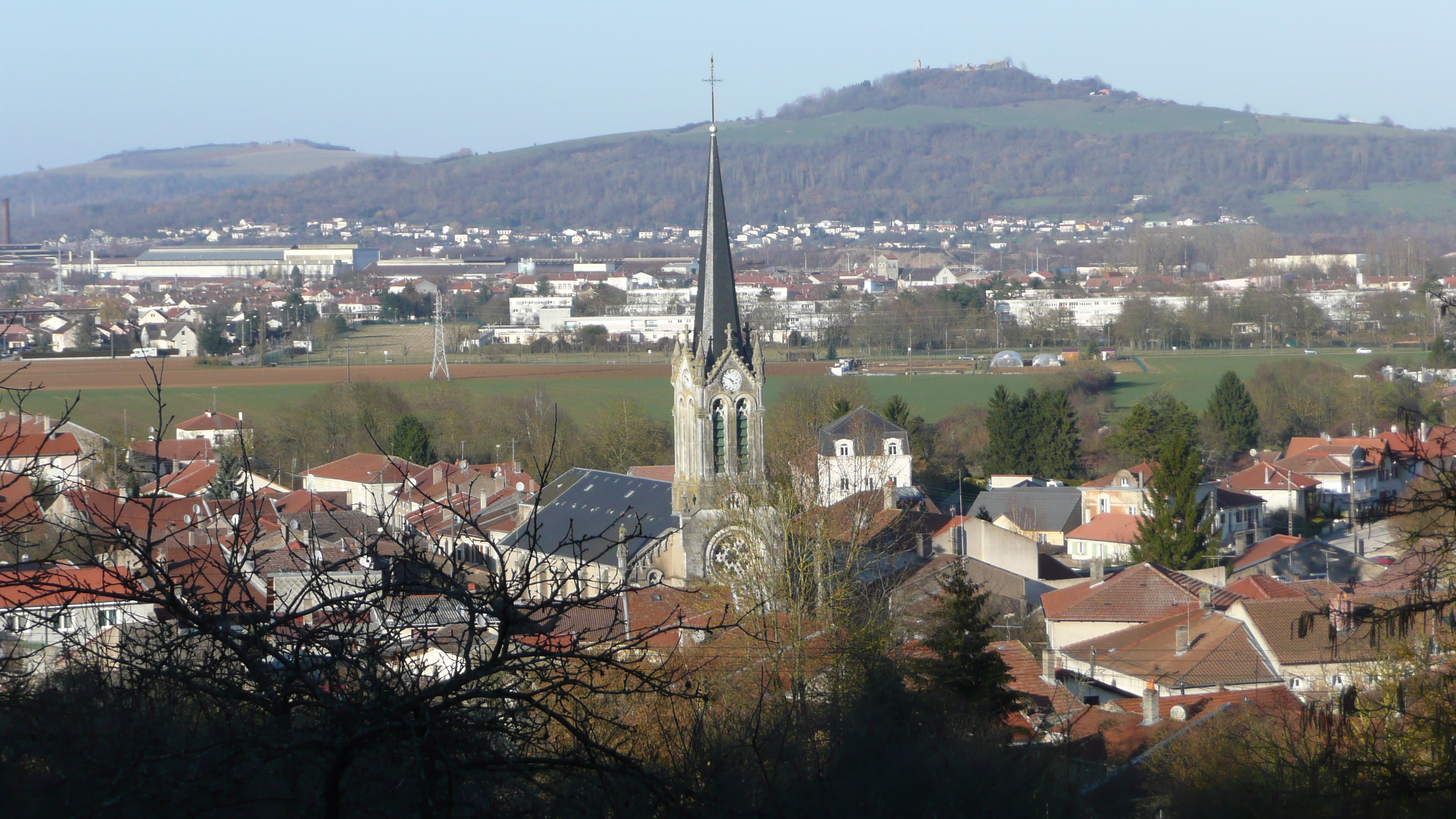
Jézainville aujourd'hui, avec au loin, la butte de Mousson, couronnée par les vestiges du château des comtes de Bar.

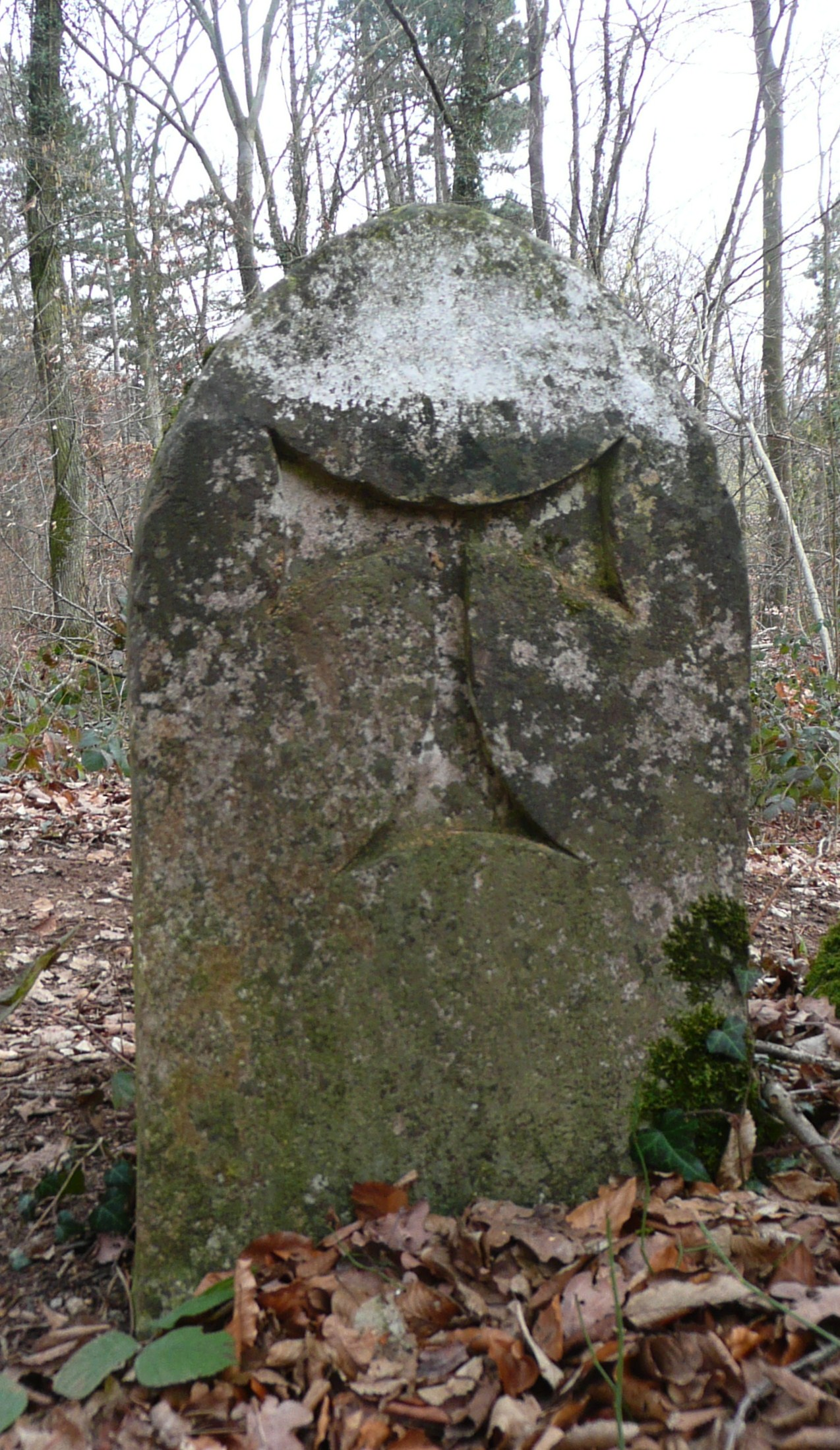
Borne des Antonistes dans le bois de Cuite.

En 1245, Thiebaut de Bar, comte de Bar et seigneur de Mousson, déclare qu'il fonde et établit un hôpital ou Maison-Dieu à Jézainville, pour le salut de son âme et celle de ses père et mère, de son épouse et de ses ancêtres. Il dote l'hôpital des terres nécessaires à la pâture de bestiaux et à la production de la nourriture. Il charge Garnier (ou Varnier), son châtelain de Mousson, de la garde de l'établissement.
En 1255, Renaut, fils de Varnier, fait donation de l'hôpital de Jézainville et de la chapelle à l'hôpital de Saint-Antoine de Viennois de Pont-à-Mousson, dont les religieux sont plus simplement dénommés Antonistes.
Le 25 avril 1389 Robert, duc de Bar, accorde aux commandeur et frères de l'hôpital Saint-Antoine de Pont-à-Mousson de pouvoir pêcher par eux-mêmes ou leurs gens, pour leur usage seulement, sans rien vendre, en la rivière de Jézainville, le long des maisons et jardins appartenant audit hôpital de Saint-Antoine et joignant ladite rivière, toutes les fois qu'il leur plaira, à perpétuité.

## Politique et administration

### Administration municipale
La commune de Jézainville est administrée par un conseil municipal de quinze membres, présidé par son maire.

### Situation administrative
Jézainville fait partie, avec les collectivités d'Atton, Blénod-lès-Pont-à-Mousson, Maidières, Montauville, Morville-sur-Seille, Mousson, Norroy-lès-Pont-à-Mousson, Pont-à-Mousson et Port-sur-Seille, d'une communauté de communes créée par arrêté préfectoral le 29 décembre 2001. La communauté de communes du Pays de Pont-à-Mousson intervient pour l'entretien des voiries, la culture (à Jézainville : bibliothèque communautaire du pressoir), le développement économique, l'accueil des gens du voyage, la gestion d'un système d'information géographique, la collecte et la gestion des ordures ménagères, l'amélioration de l'habitat et les ravalements de façades ; elle gère une piscine communautaire.

## Population et société

### Démographie
Les plus anciennes données datent du début du XVIIIe siècle. Le village a été quasiment déserté pendant la guerre de Trente Ans, au siècle précédent. En 1702, le village compte 56 habitants, 77 en 1710 et 125 en 1773. Depuis la Révolution, les données sont régulières.

L'évolution du nombre d'habitants est connue à travers les recensements de la population effectués dans la commune depuis 1793. Pour les communes de moins de 10 000 habitants, une enquête de recensement portant sur toute la population est réalisée tous les cinq ans, les populations de référence des années intermédiaires étant quant à elles estimées par interpolation ou extrapolation. Pour la commune, le premier recensement exhaustif entrant dans le cadre du nouveau dispositif a été réalisé en 2004.

En 2022, la commune comptait 1 016 habitants, en évolution de +7,06 % par rapport à 2016 (Meurthe-et-Moselle : −0,13 %, France hors Mayotte : +2,11 %).
| 1793 | 1800 | 1806 | 1821 | 1831 | 1836 | 1841 | 1846 | 1851 |
| ---- | ---- | ---- | ---- | ---- | ---- | ---- | ---- | ---- |
| 522  | 606  | 621  | 622  | 641  | 683  | 673  | 673  | 671  |

| 1856 | 1861 | 1872 | 1876 | 1881 | 1886 | 1891 | 1896 | 1901 |
| ---- | ---- | ---- | ---- | ---- | ---- | ---- | ---- | ---- |
| 639  | 659  | 643  | 688  | 649  | 670  | 667  | 643  | 648  |

| 1906 | 1911 | 1921 | 1926 | 1931 | 1936 | 1946 | 1954 | 1962 |
| ---- | ---- | ---- | ---- | ---- | ---- | ---- | ---- | ---- |
| 728  | 741  | 634  | 653  | 707  | 656  | 684  | 692  | 716  |

| 1968 | 1975 | 1982 | 1990 | 1999 | 2004 | 2006 | 2009 | 2014 |
| ---- | ---- | ---- | ---- | ---- | ---- | ---- | ---- | ---- |
| 773  | 750  | 768  | 806  | 889  | 916  | 942  | 931  | 950  |

| 2019 | 2022  | - | - | - | - | - | - | - |
| ---- | ----- | - | - | - | - | - | - | - |
| 983  | 1 016 | - | - | - | - | - | - | - |

## Économie
Les historiens s'accordent à décrire une économie essentiellement agricole et viticole au XIXe siècle :
« Surf. territ. 1838 ha dont 150 hect. en terres lab., 100 en prés, 150 en vignes, 250 en bois. L'hectare semé en blé peut rapporter 18 hectol., en orge 22, en seigle 20, en avoine 25 ; planté en vignes 50. Principale culture : la vigne. On y élève surtout des brebis. Deux moulins à grains »,
Le moulin de Jezainville (céréales) est transformé en scierie équipée d'un haut-fer au début du XXe siècle (bois de menuiserie et bois de calage des tuyaux en fonte pour l'usine de Pont-à-Mousson) ; le haut-fer est démonté en 1977 ; l'activité de la scierie est arrêtée au début du XXIe siècle ; il ne reste qu'une infime partie du moulin d'origine, fortement transformé au fil du temps.
Le moulin de la papeterie, sur le territoire de Jezainville (céréales, papier puis céréales). Au Moyen Âge, un moulin à grain, construit à l'aval de Jezainville, à l'endroit où le ruisseau se sépare en deux bras à proximité de Blénod-lès-Pont-à-Mousson, appartient aux bénédictins de l'abbaye de Saint-Epvre de Toul. Au début du XVIIe siècle, l'université de Pont à Mousson, fondée en 1572, accueille environ deux mille élèves. La consommation de papier étant devenue très importante, tant pour les écritures que pour les thèses (argumentabor) et les impressions, ce moulin est transformé en 1602 ou 1604 en papeterie. En ce début du XVIIe siècle, la ville de Pont-à-Mousson compte une douzaine d'imprimeurs. Le 3 août 1768, l'université de Pont à Mousson est transférée à Nancy. La papeterie continue de fonctionner jusqu'en 1771, puis elle est démantelée et l'établissement redevient un moulin à grains. Aujourd'hui, les vestiges du moulin sont conservés dans le cadre de la réalisation d'un complexe d'activités de plein air et sportives par la municipalité de Blénod-lès-Pont-à-Mousson, sous la dénomination de « centre Michel -Bertelle ».

### Secteur primaire ouAgriculture
Le secteur primaire comprend, outre les exploitations agricoles et les élevages, les établissements liés à l’exploitation de la forêt et les pêcheurs.
D'après le recensement agricole 2010 du Ministère de l'agriculture (Agreste), la commune de Jezainville était majoritairement orientée sur la production de céréales et d'oléagineux sur une surface agricole utilisée d'environ 325 hectares (au delà de la surface cultivable communale) en légère hausse depuis 1988 - Le cheptel en unité de gros bétail s'est réduit de 2 à 0 entre 1988 et 2010. Il n'y avait plus que 2 exploitations agricoles ayant leur siège dans la commune employant 2 unit() de travail.

## Culture locale et patrimoine

### Lieux et monuments

#### Édifices civils

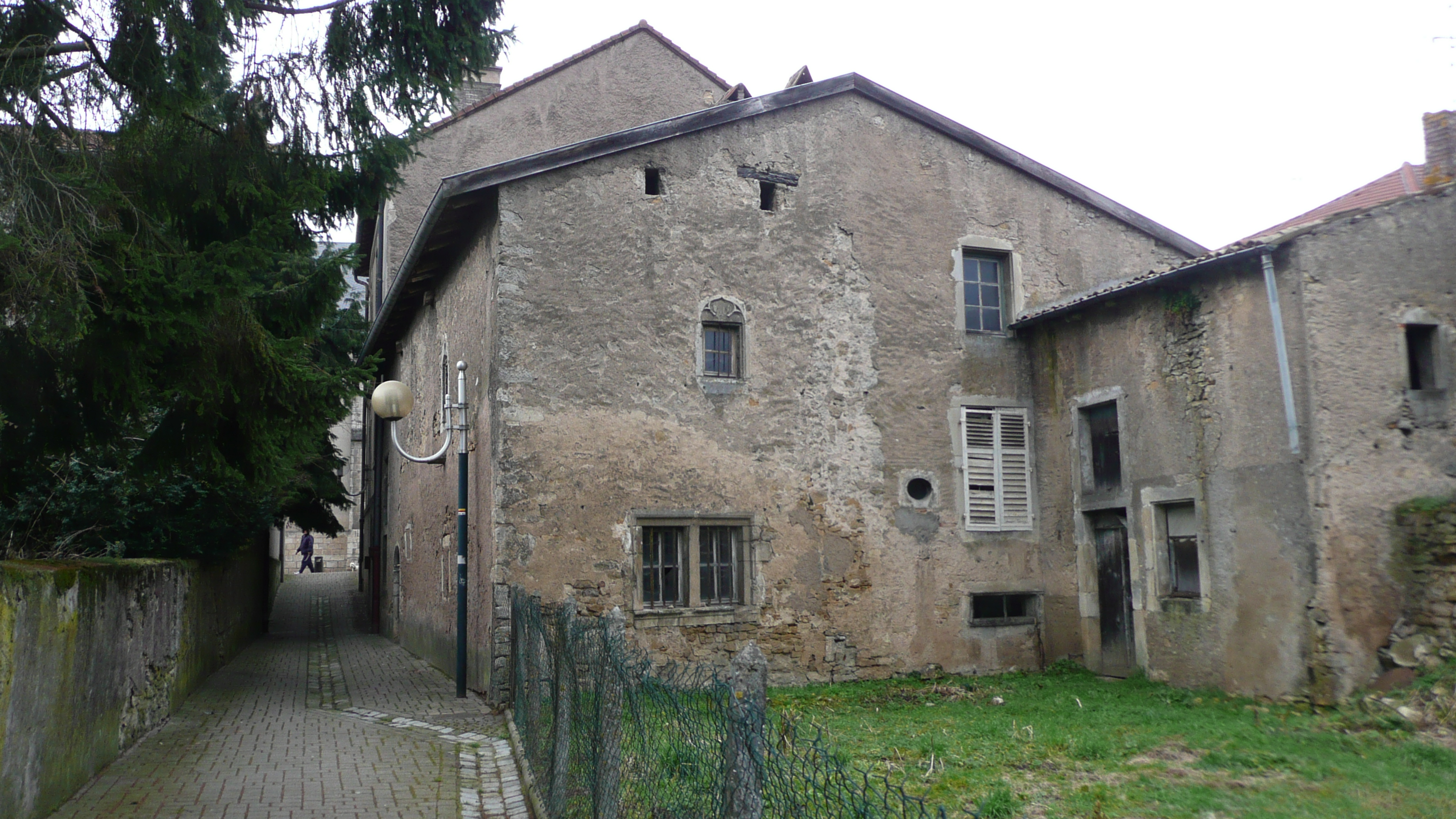
La maison Renaissance.

- La maison Renaissance derrière la mairie

Par son architecture, elle paraît être la plus ancienne maison du village ayant résisté, avec la maison-haute aux destructions de l'histoire.
- La maison-haute

La maison haute présente une architecture ancienne. Son implantation à l'écart du village figure déjà sur la carte des Naudin établie au XVIIIe siècle. Au XIXe siècle, la maison-haute est mentionnée comme un hameau, situé à un hectomètre de la dernière maison du village, dans sa partie la plus élevée, à l'ouest. En 1922, il compte 26 individus. Dans la seconde moitié du XXe siècle, la maison haute a été intégrée dans le bâti à l'extrémité de la rue Jean-Mermoz, qui se termine une centaine de mètres au-delà, à la lisère de la forêt de Puvenelle. Elle conserve son porche en plein cintre, menant dans une cour, et une sculpture en bas relief, située au-dessus d'une porte piétonne ouvrant dans cette même cour.
- Le petit lavoir

C'est le dernier lavoir subsistant à Jézainville, parmi les trois que comptait le village jusque dans les années 1980. Il est situé à la sortie du village, le long d'un sentier, en retrait de la rue principale menant vers Griscourt.
- Le pont de pierre et l'ancienne scierie

C'est le pont principal situé au milieu du village, au niveau d'un ancien gué permettant d'accéder au chemin de Toul. Il franchit l'Esch et l'ancien bief assurant l'entrainement de la machinerie de la scierie. Cet établissement a fonctionné au début du XIXe siècle et jusqu'en 1977 avec un haut-fer, actionné par la force de l'eau. La scierie a été en activité, avec un équipement renouvelé fonctionnant à l'énergie électrique, jusque dans les années 1990. Elle avait succédé à un moulin, mentionné sur les cartes du XVIIIe siècle.
- Le pont des Patureaux

Il relie au bout d'une petite rue à la sortie du village, la route principale menant vers Griscourt et le chemin de Toul, au lieu-dit le Patural. On y trouve la station de mesure de hauteur d'eau et de débit du ruisseau d'Esch.
- La maison forestière et la source de Jonc Fontaine

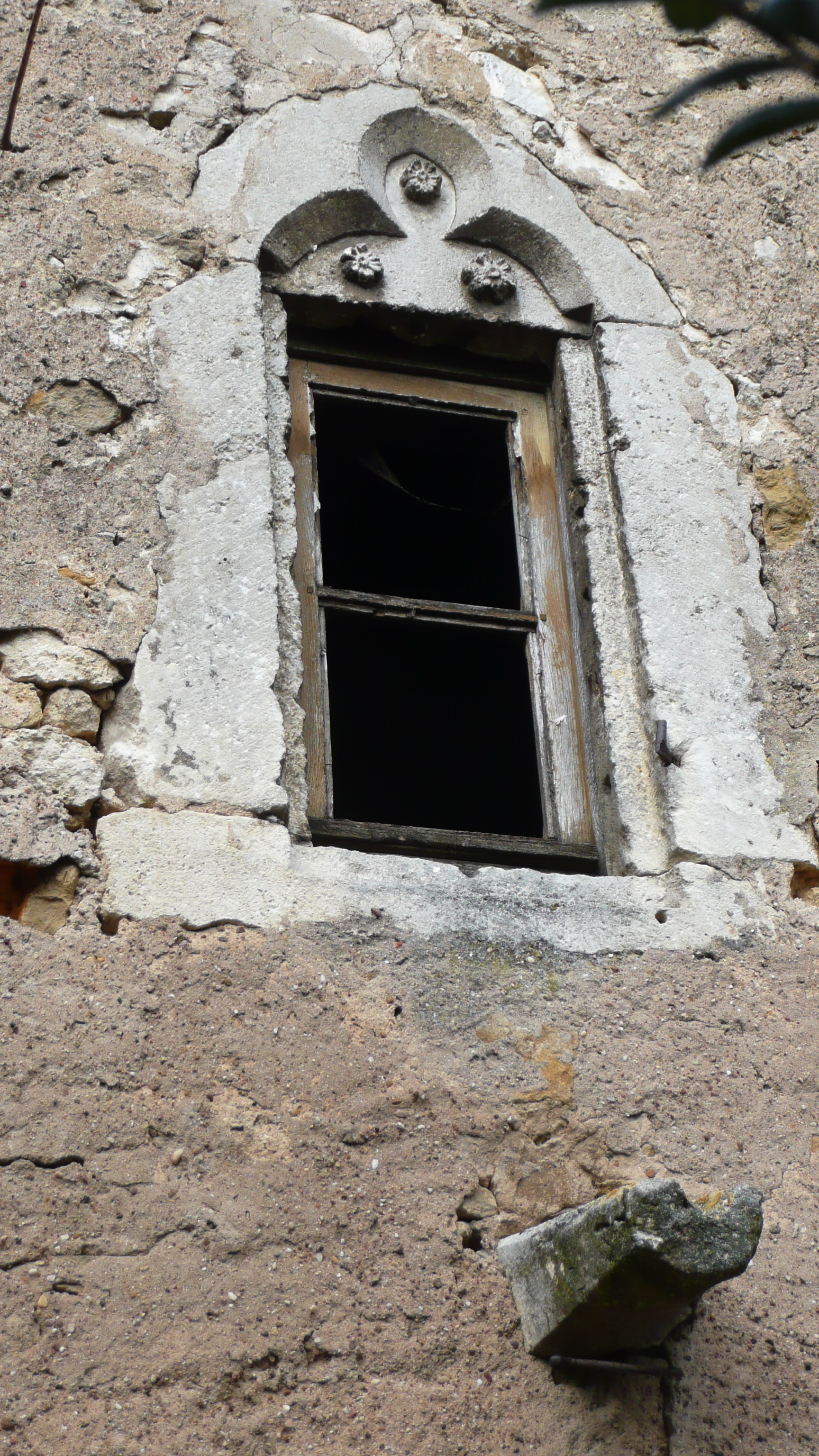
La maison Renaissance. Détail : fenêtre trilobée et gouttière d'évacuation d'eau.
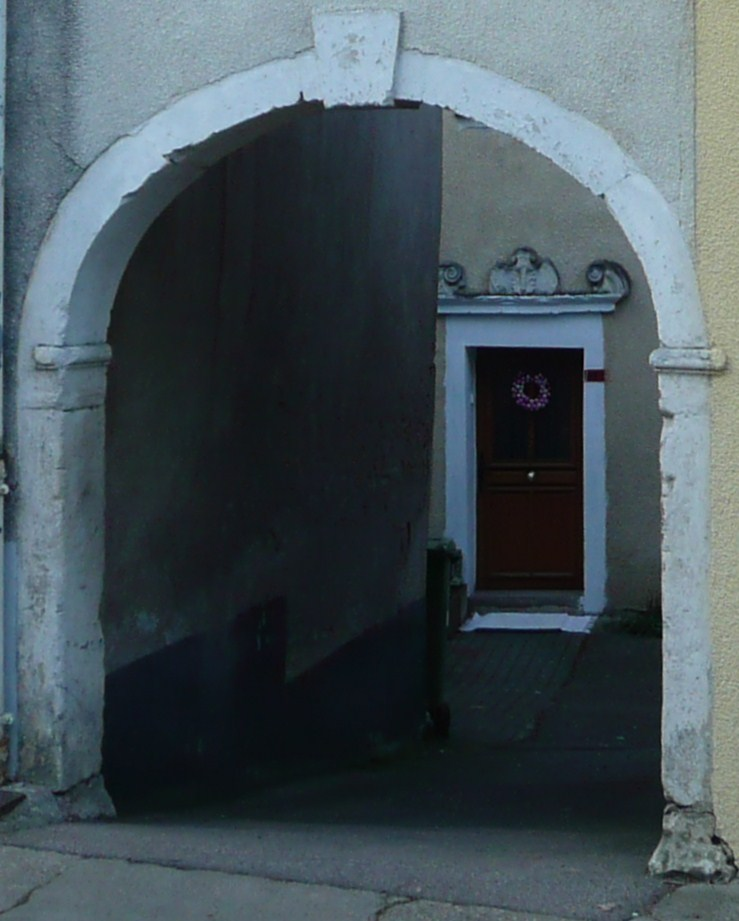
Le porche du passage de la Maison Haute.
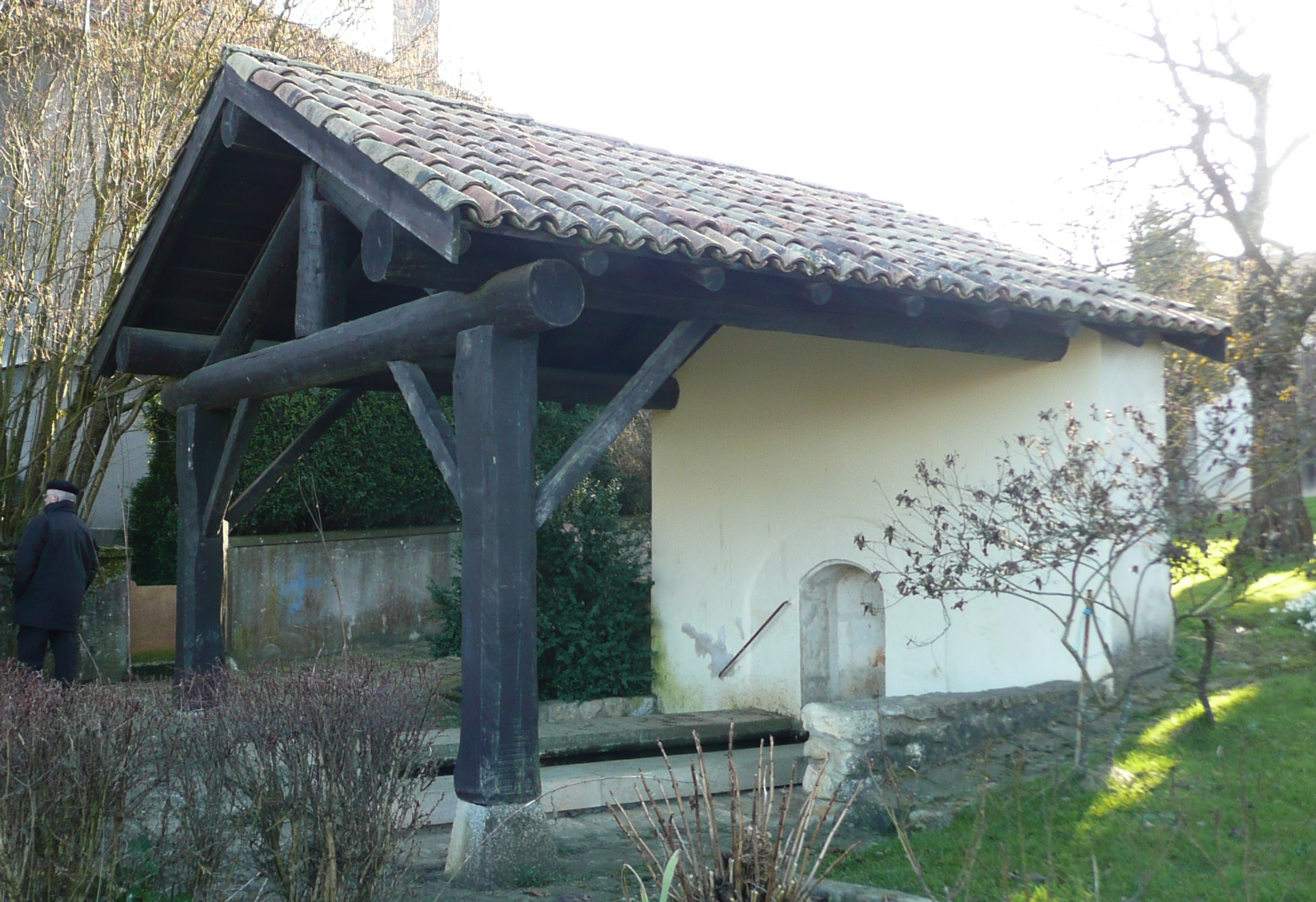
Le petit lavoir.
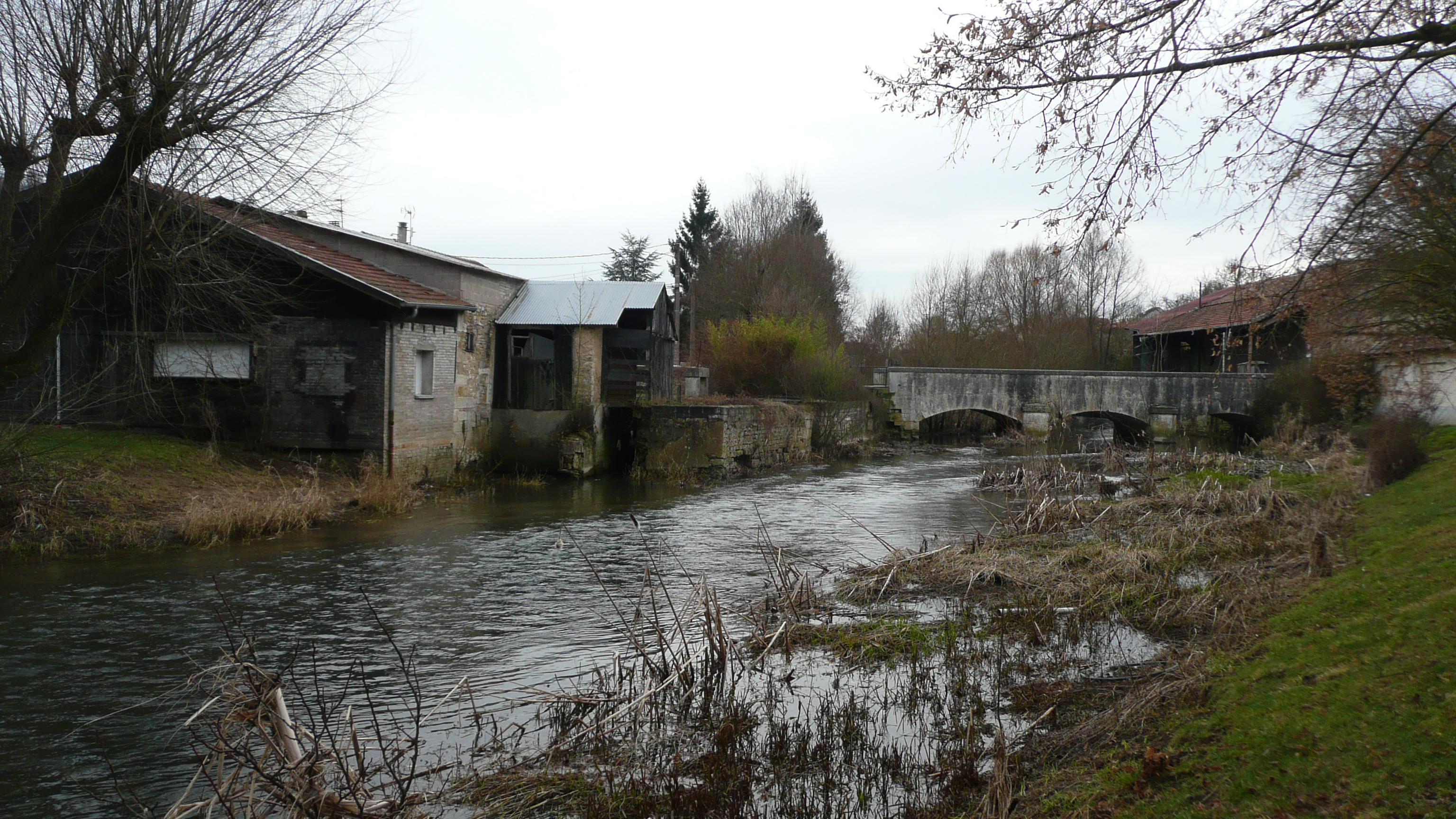
L'ancienne scierie et le pont sur l'Esch.
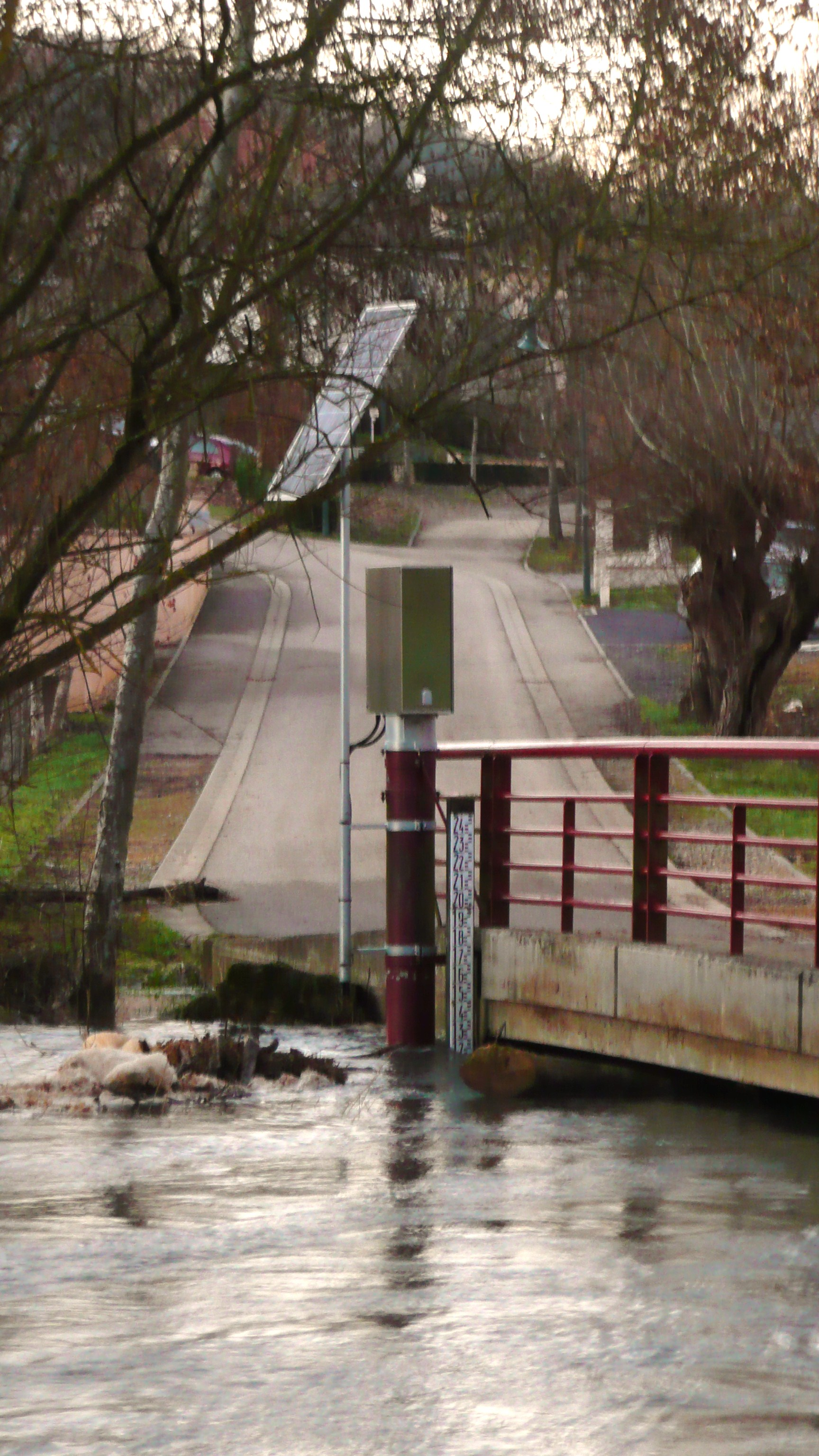
Le pont des Patureaux et la station hydraulique.

- La rue Saint-Aubin

Elle démarre de l'église et se dirige vers Griscourt. Saint Aubin est le saint patron de la paroisse de Jézainville. Il est fêté le 1er mars. Traditionnellement et jusqu'au début du XIXe siècle, les habitants du village faisaient bénir le vin par le curé de la paroisse ce jour-là. Cette tradition en rappelle une autre attachée à l'histoire de l'abbaye Saint-Èvre de Toul (Jézainville a longtemps dépendu de l'évêché de Toul). On y célébrait, le 1er mars, la fête de saint Albaud, son huitième évêque. Ce jour-là, on exposait ses reliques à la vénération du peuple, et on lui distribuait du vin béni, qu'on appelait le vinage de Saint Albaud.
- La rue du Ruisseau

Elle tient son nom, non pas du ruisseau d'Esch, mais du ruissellement permanent qui s'y écoulait jusqu'au milieu du XIXe siècle, lorsque a été installé le réseau d'assainissement qui l'a capté. Les eaux descendaient depuis la vau du rucher, en lisière du bois de Puvenelle, vers la vallée de l'Esch.
- La rue de la Cour

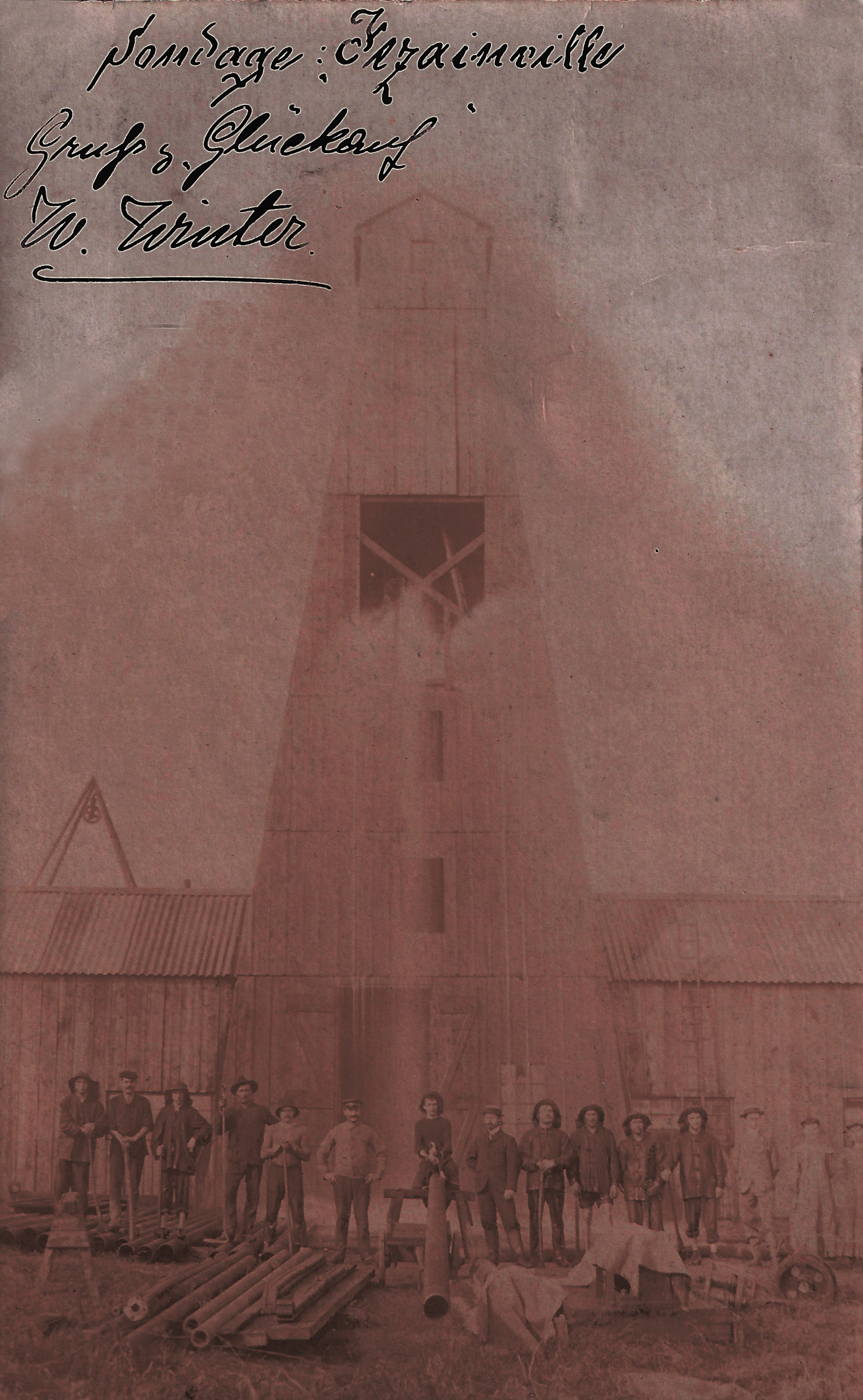
Sondage de Jézainville : l'équipe de sondage (1905).

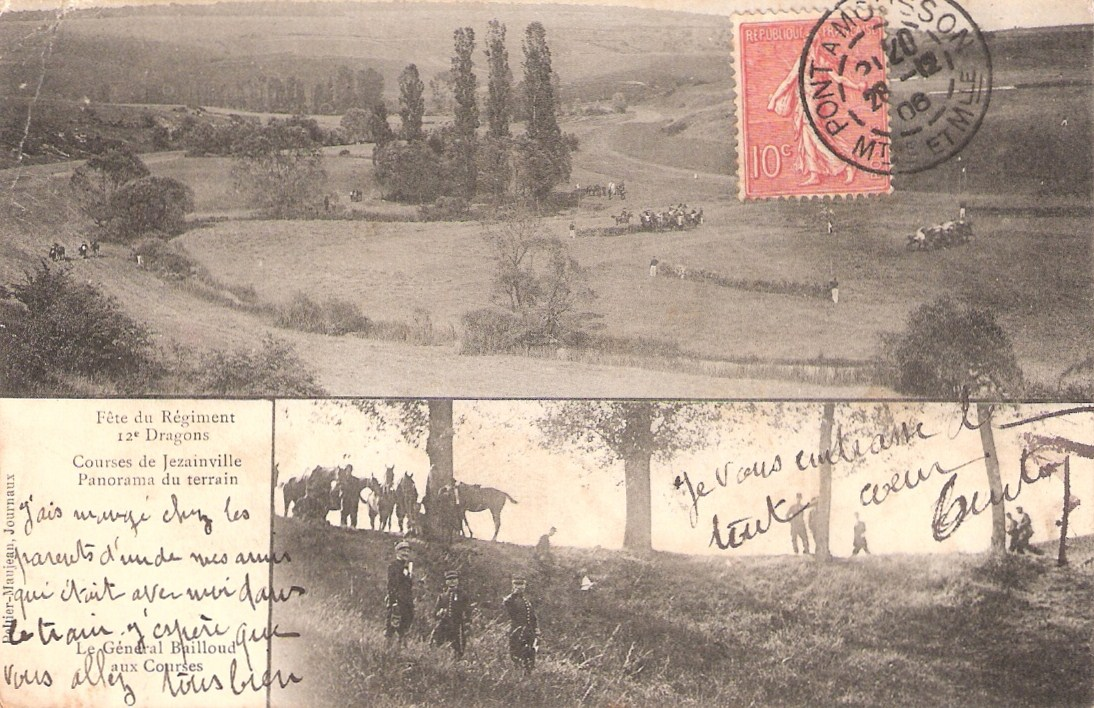
Les courses de Jezainville (1906).

Elle tient son nom d'une ancienne justice foncière dont le siège se trouvait au village de Jézainville, appelée la Cour en Haye (ou Heys). Les propriétés qui étaient de son ressort, situées à Jézainville mais aussi dans d'autres villages environnants, constituaient également un fief. Ce fief est passé dans de nombreuses mains, dont celles des seigneurs d'Apremont (village situé en Meuse). Elle commence en face de l'église, entre la rue du Moulin et la rue Saint-Aubin.
- La rue du Moulin

Elle est située entre l'église et le pont de la scierie (ancien moulin).
- La rue du Saule

Elle suit le ruisseau d'Esch et prend le nom de sa végétation emblématique.
- La rue Chavetrée - Jean-Mermoz

Jusque dans la première moitié du XIXe siècle, la rue Jean-Mermoz s'appelait rue Chavetrée (ou Chavetrie). Ce mot est une déformation de "savetrie". À une époque reculée devait s'y tenir le savetier du village.
- Le sentier (ou chemin) d'Espagne

Sentier à flanc de coteau du sud au nord, parallèle à la route venant de Griscourt poursuivant ensuite vers Blénod-lès-Pont-à-Mousson. Il passe au-dessus du village, mais en dessous de la maison-haute. Il rejoint la rue Jean-Mermoz, se confond avec elle sur une quinzaine de mètres puis « emprunte » la rue du ruisseau, qu'il quitte après deux virages successifs pour reprendre son nom et la direction du nord. Il tient sa dénomination de l'époque où les Pays-Bas étaient sous domination espagnole, aux XVIe et XVIIe siècles. Le chemin d'Espagne ou camino español, était une route militaire permettant d'assurer l'envoi et la réception des ordres, des nouvelles, des armes, des troupes et de l'argent, le plus rapidement possible et en toute sécurité entre la capitale espagnole et ses possessions à l'est et au nord de la France (Franche-Comté et Pays-Bas).
- Le chemin de la mine

Au début de la grande rue en venant de Blénod-lès-Pont-à-Mousson, la rue de Pierre-Fontaine, sur la droite, monte vers la forêt. Après les dernières maisons, elle se transforme en un sentier, dit « chemin de la mine ». Cette dénomination date du début du XXe siècle alors que les ingénieurs des mines recherchent le prolongement du bassin houiller de Sarrebruck vers le sud-ouest, espérant retrouver des ressources minières à la suite de l'annexion du bassin houiller de la Sarre mosellane par la Prusse en 1870. En 1905, une quinzaine de sondages sont en cours, dont trois dans la vallée de l'Esch : Jézainville (no 12), Greney, Martincourt. À Jézainville, la compagnie de Mokta-el-Hadid,, créée par le groupe financier Talabot et l'ingénieur des mines Alphonse Parran en 1854, effectue son forage à plus de 1 000 mètres de profondeur et atteint alors la couche de houille : d'abord deux veines de 0,20 et 0,30 mètre vers 1 000 mètres puis 0,60 mètre à 1 037 mètres. Elle poursuit le sondage jusqu'à 1 200 mètres puis abandonne. La découverte est sans intérêt pour l'exploitation.

#### Édifices religieux

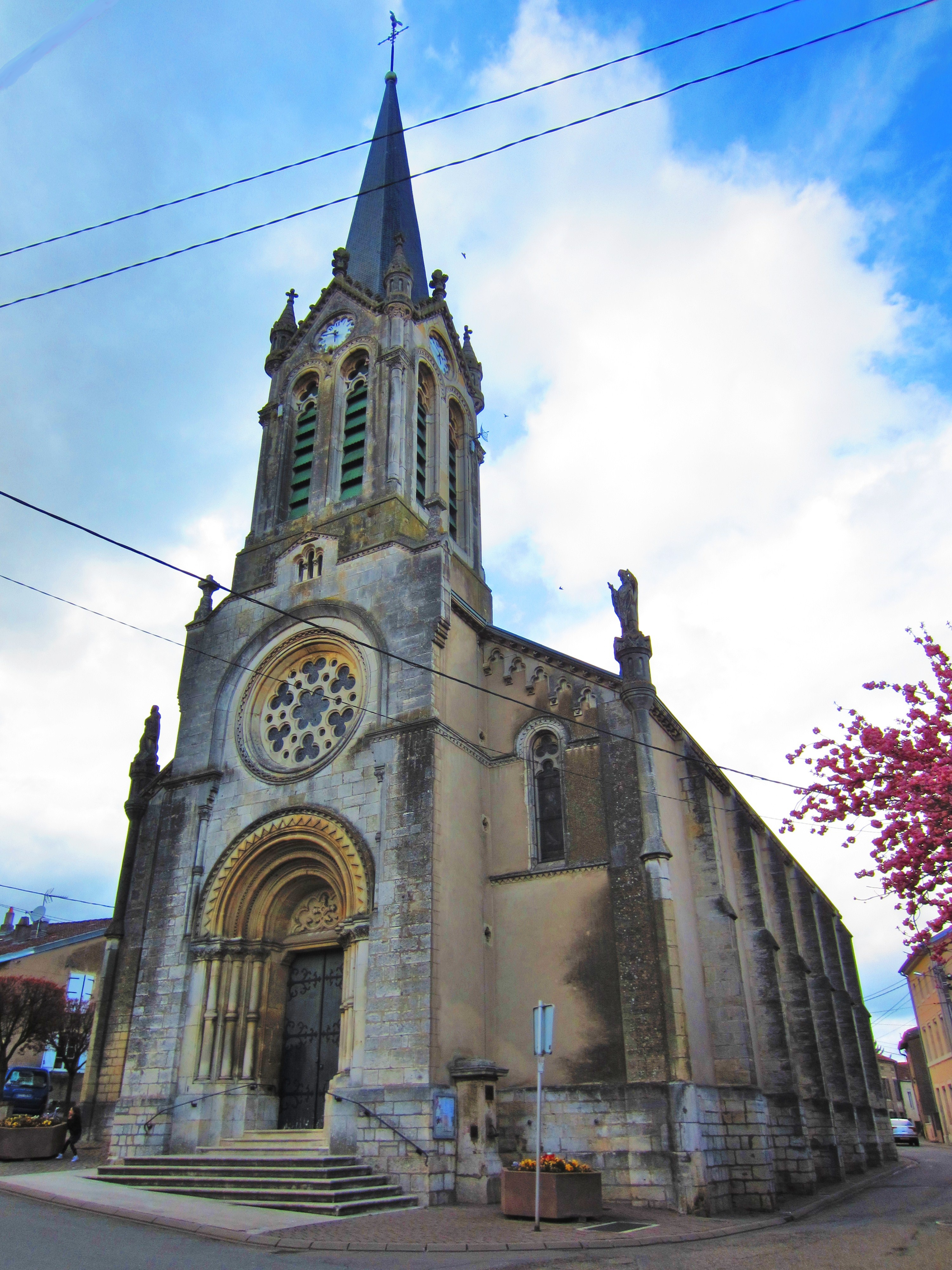
L'église Saint-Aubin.

- Église Saint-Aubin du XIXe siècle, édifiée sur l'emplacement d'une plus ancienne sur les plans d'un architecte nancéien et inaugurée le 18 août 1872.
- Ancien presbytère. Sur la place derrière l'église. Le linteau de la porte d'entrée était placé à l'origine au-dessus d'un portail de l'ancienne église démolie en 1869. Il représente le Père Eternel. Travail du XVIIe siècle.
- Cinq croix ou calvaires dans les rues du village :
  - Au 34, Grand-Rue : croix au branches tréflées sur une colonne cannelée, posée sur un entablement cubique, le tout en pierre ; elle commémore les jubilés de 1827 et 1850
  - Au 1, rue Saint-Aubin : croix de bois sur une colonne de pierre, cylindrique et ornée de motifs de feuilles et de fruits, posée sur un entablement de pierre, dont trois faces sont sculptées ; on peut y voir le ciboire et l'ostensoir, la sainte face du Christ, le Christ portant sa croix ; il n'y a pas d'inscription particulière.
  - À la fourche de la route de Griscourt et du chemin de Verzelle : croix de pierre sur entablement cubique ; la colonne présente des sculptures à motifs de feuilles de vigne et de grappes de raisin, rappelant que Jézainville fut longtemps un village de vignerons ; elle porte l'inscription, 1818, Claude Maxé le jeune, maire de Jézainville.
  - Au bout de la rue de la Pépinière, dans la vau du rucher : croix d'Auoué, dont le socle est posé à cheval sur un bassin-fontaine ; c'était autrefois le seul point d'eau accessible en hiver aux habitants du village ; la colonne portant la croix est octogonale, rétrécie vers le haut ; la croix portant le Christ est encadrée de la Vierge à gauche et d'un personnage qui a perdu sa tête, à droite ; on peut lire à l'avant Claude Maxé le jeune 1819 et derrière, 1803. Cette croix a sans doute été érigée en remplacement de celle d'origine, ainsi qu'en témoigne ce court extrait du conseil municipal du 4 mai 1817 : "Dessus cette fontaine, il y avait une jolie croix sur des gradins, que la malheureuse révolution a fait abattre."
  - À la fourche du chemin de Toul et du chemin de Dieulouard, une grande croix de mission en bois peint plantée directement dans le gazon, dite la croix bleue.
- Une croix à l'extérieur, sur la route de Griscourt, près du centre hippique, dite la Croix-des-Morts ou Croix des Pestiférés. Ce lieu aurait été le théâtre d'une bataille dans la période du Bas-Empire, car lors de l'élargissement du chemin de Griscourt en 1840, on découvrit des ossements humains et animaux, des étriers, des éperons et des armes brisées. La découverte de squelettes séparés les uns des autres par des petits murs de pierre sèche laisse penser qu'il y avait un cimetière au Haut-Moyen Âge. La légende veut également que le lieu ait servi de sépulture aux habitants du village lors de l'épidémie de peste de 1632. Ce calvaire a un socle cubique, surmonté d'une colonne cylindrique terminée par un chapiteau, portant au sommet une simple croix de pierre. On peut lire sur le socle : « D.O.M. Cette croix est érigée (sic) à la plus grande gloire de Dieu par les soins de Jean Parisot et d'Anne Guidrique, son épouse, à l'intention des pauvres âmes qui sont entéré (sic) sur le lieu --(?) en 1825. Croix restaurée en 1905 par sa propriétaire, madame veuve GOSSEREZ-BLAISE. »
- La Vierge

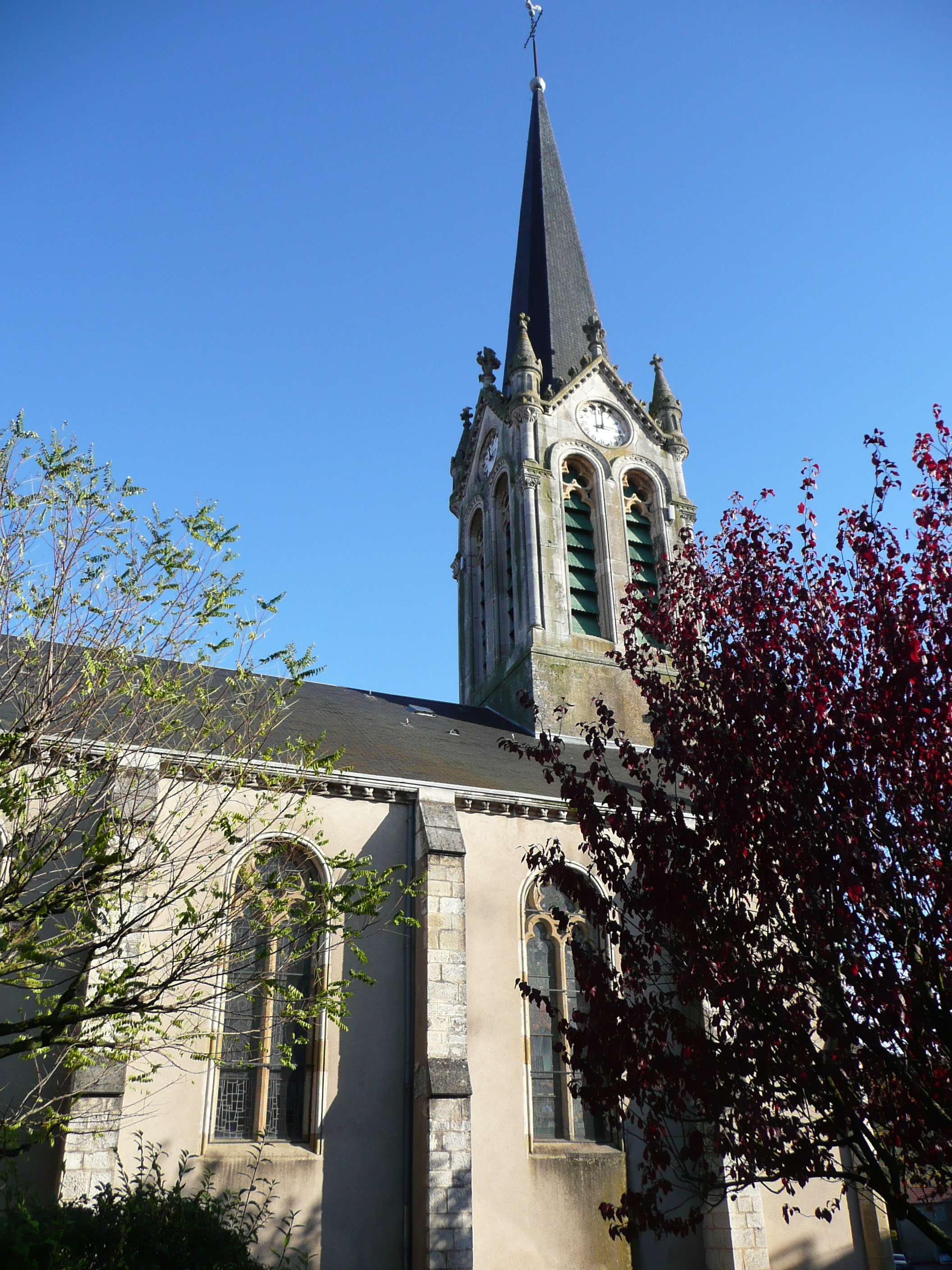
L'église.
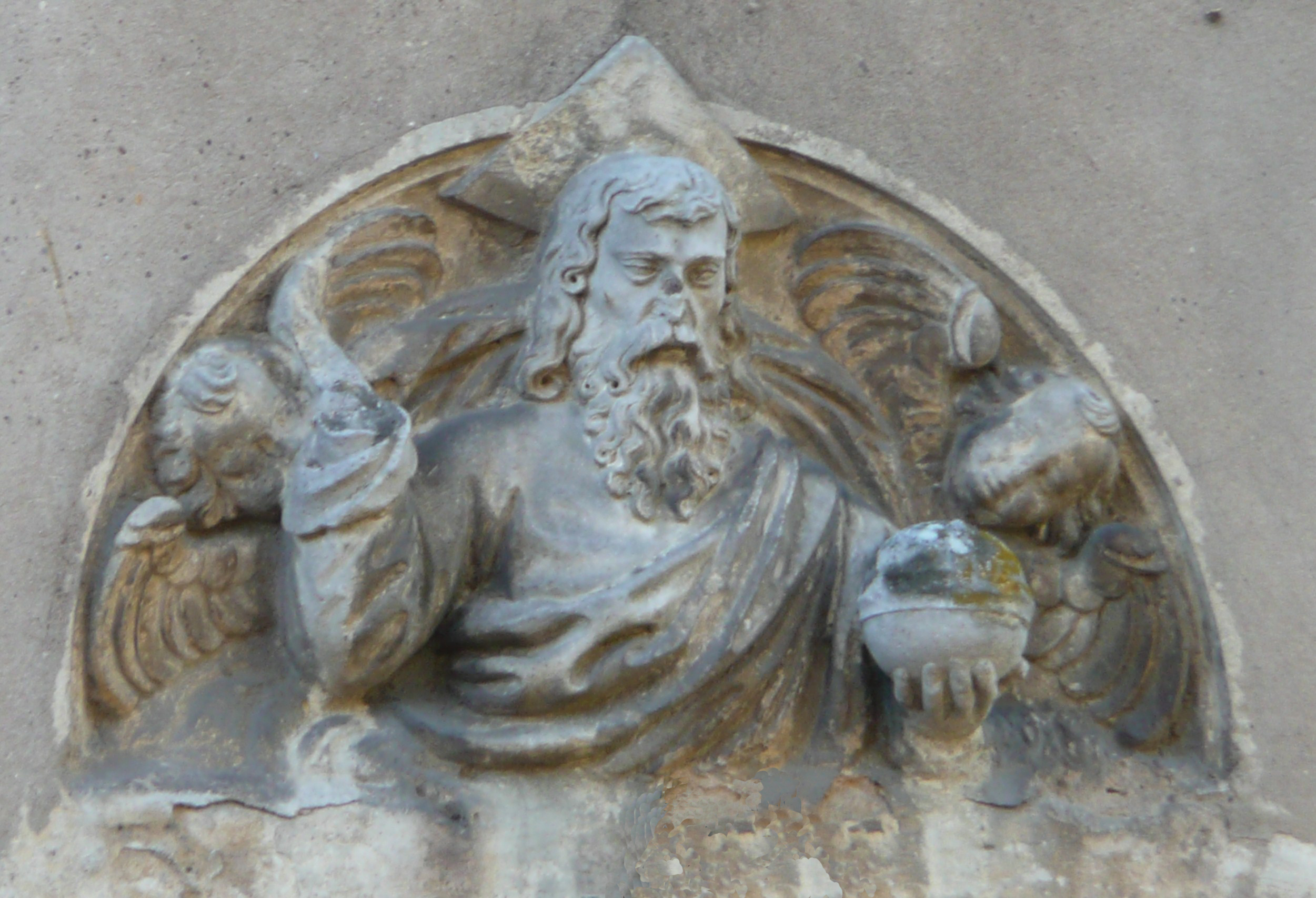
Presbytère : le père éternel.
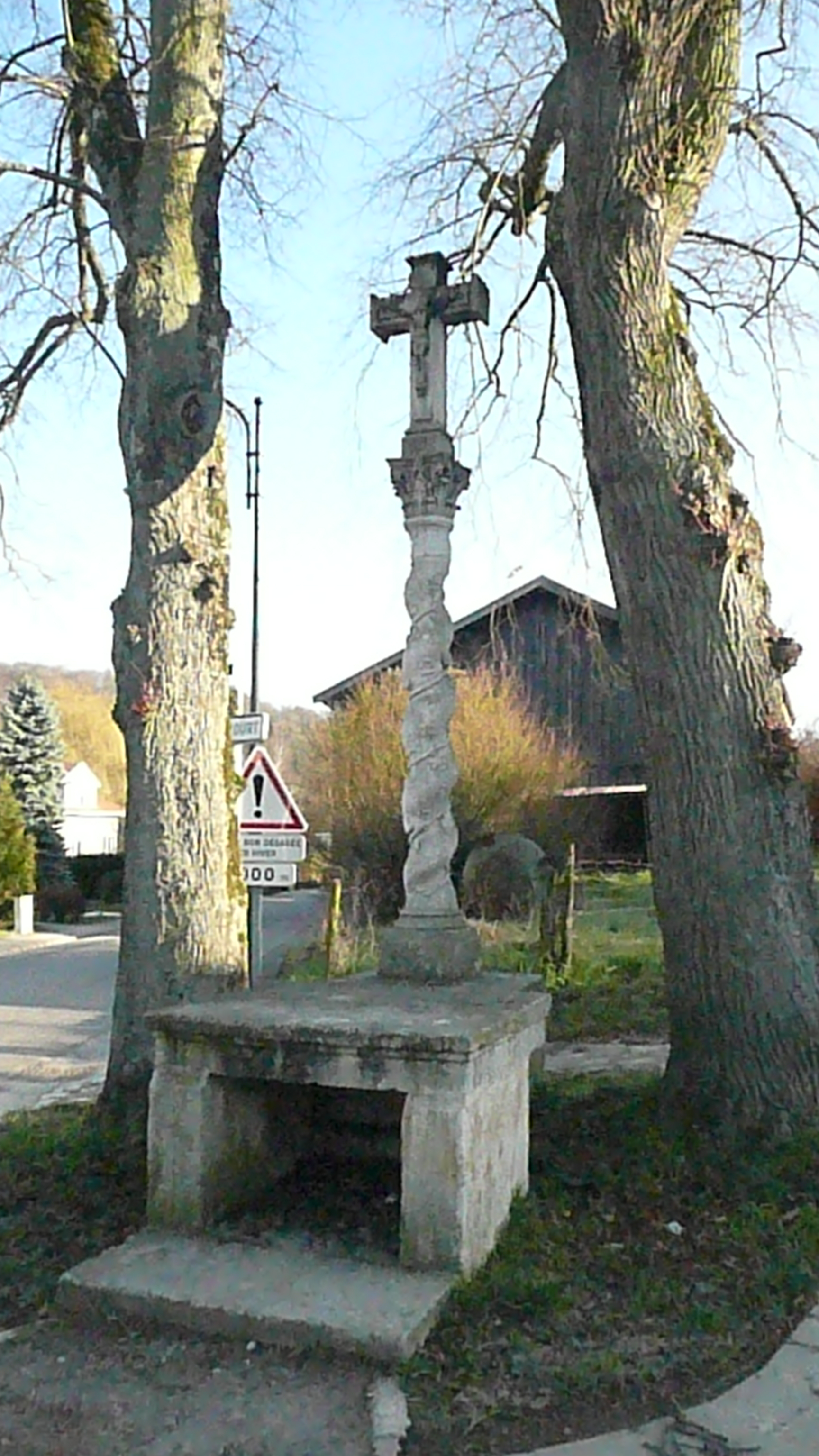
Calvaire du chemin de Verzelle.
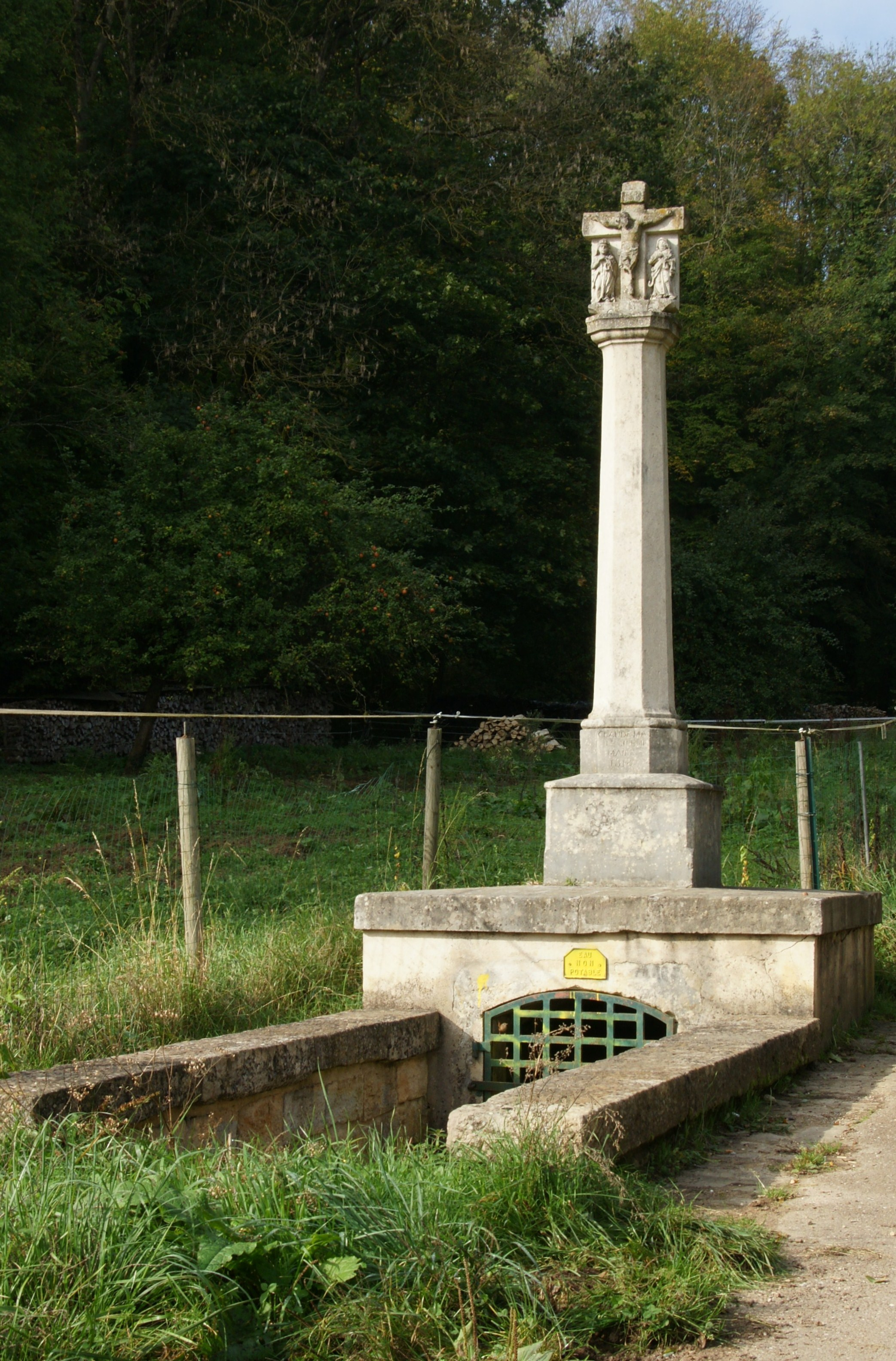
La croix d'Auoué.
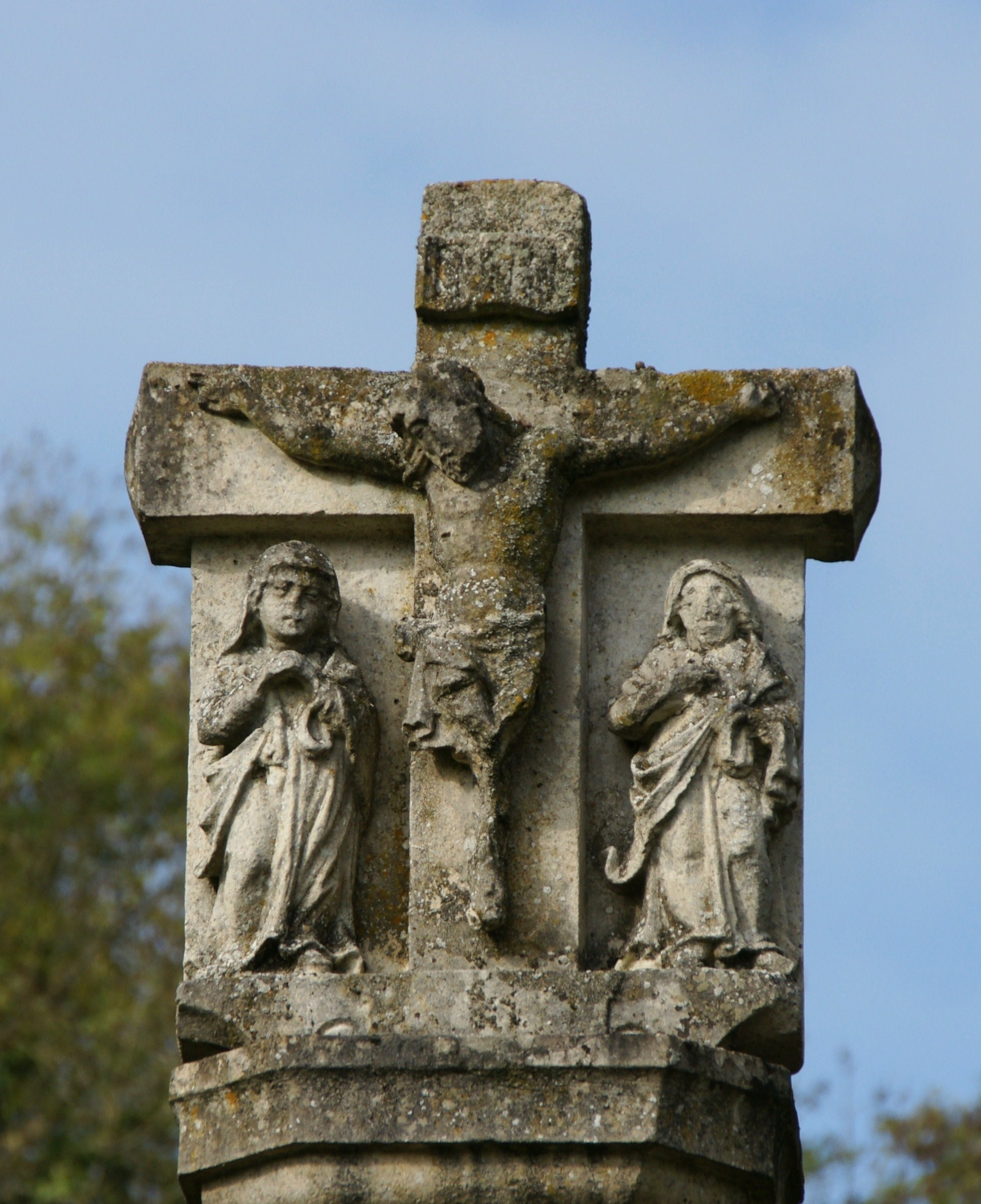
Détail de la croix d'Auoué.
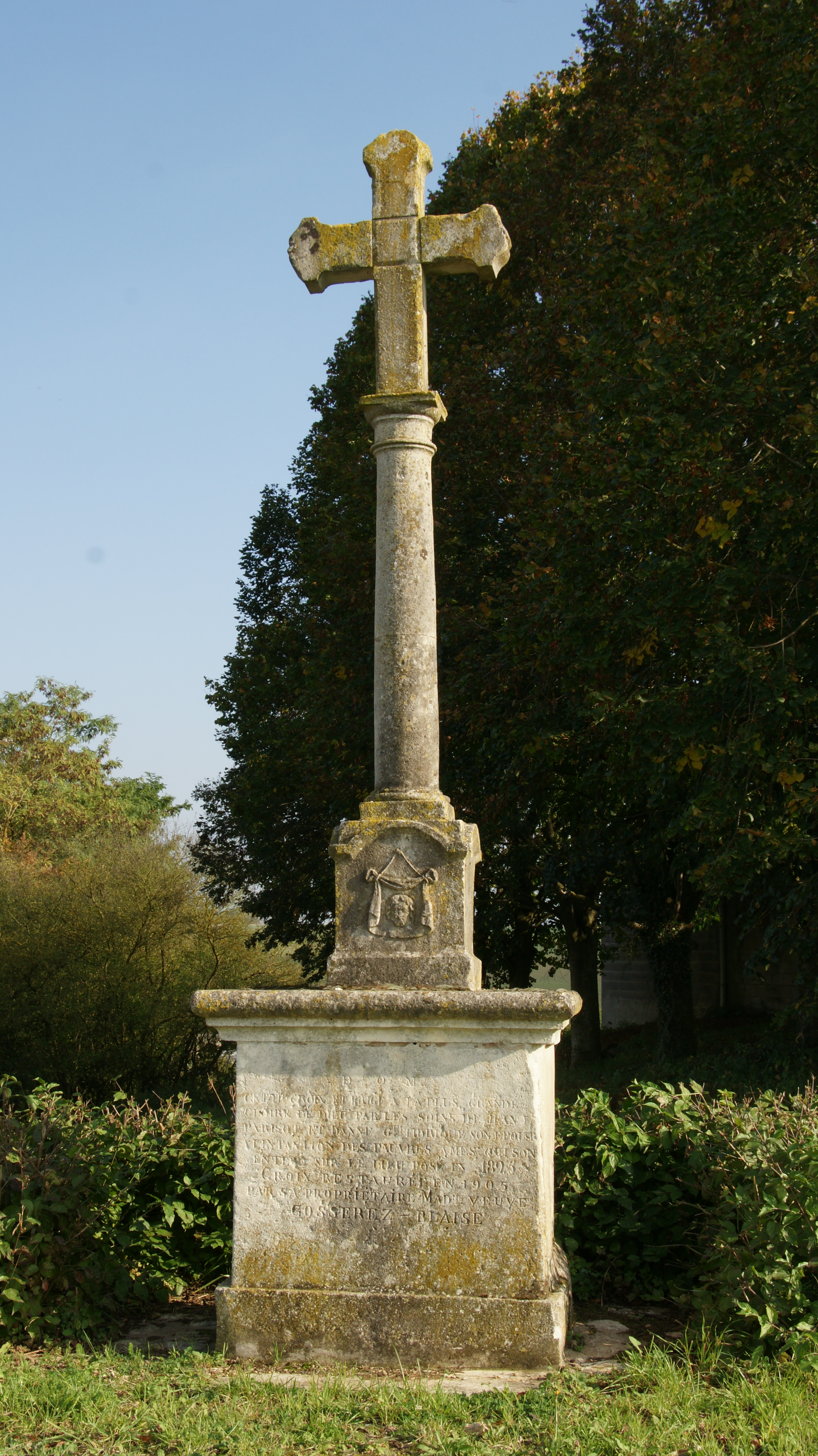
La croix des morts.
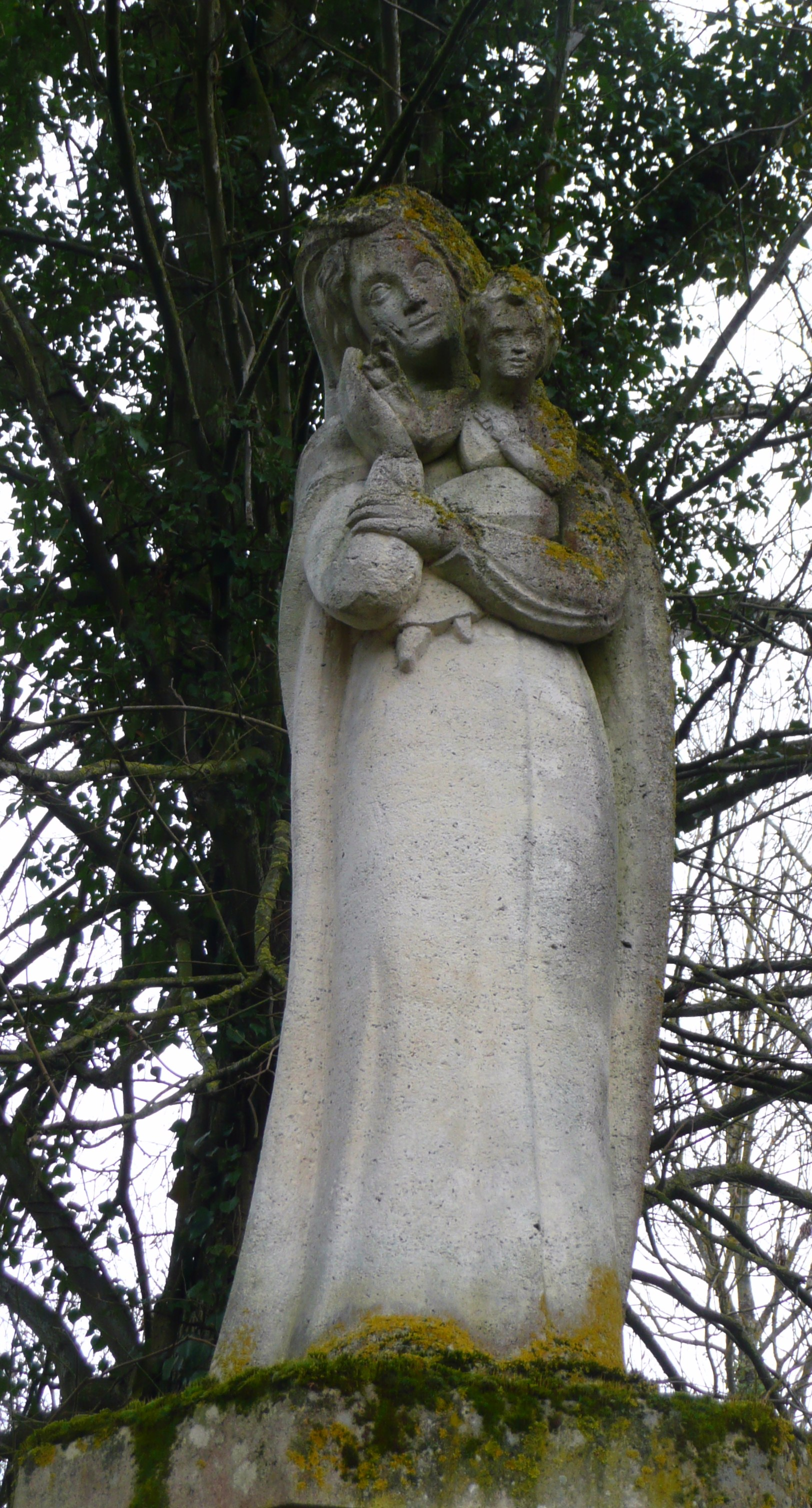
Vierge à l'Enfant sur la côte de Cuite.

### Patrimoine naturel
- Le saut du Dragon

Sur la route de Griscourt, après la croix des morts et le centre équestre, la route amorce des virages serrés. Elle offre une vue plongeante vers les prairies qui s'étendent de part et d'autre du ruisseau. Les anciens du village nomment cet endroit le saut du Dragon en souvenir des entraînements que réalisaient à la fin du XIXe siècle et au début du XXe siècle les militaires du 12e régiment de dragons, stationnés à la caserne Duroc de Pont-à-Mousson, et surtout des manifestations qui s'y tenaient sous le nom de "courses de Jézainville".
- La pelouse calcaire des Pontances (site Natura 2000 de la vallée de l'Esch[52])

Les panneaux d'informations se situent sur le chemin de Dieulouard. Le site surplombe également la vallée de l'Esch, sensiblement en face du saut du Dragon, d'où l'on peut en observer le panorama.
Jézainville s'inscrit dans la partie ouest du parc naturel régional de Lorraine, lequel fédère 200 communes environ.

### Personnalités liées à la commune
- Charles Charvet de Blenod (1760 - 1813), seigneur de Jezainville, Premier avocat au Parlement de Nancy, rédacteur des Cahiers de doléances pour les États généraux de 1789, préfet.

### Héraldique, logotype et devise
| Blason de Jezainville | Blason  | D'argent à la croix de gueules, cantonné de quatre Taus de sable et chargé en abîme d'un livre ouvert d'argent. |
| Blason de Jezainville | Détails | La croix rouge et les Taus, ou croix de Saint Antoine, rappellent qu'il y avait à Jézainville un hôpital fondé en 1245 par les antonistes de Pont-à-Mousson. Le livre indique que les papeteries de Jézainville travaillaient pour l'université, installée dans cette même ville de 1572 à 1769. |